# Јилгарнски кратон
Јилгарнски кратон (енгл. Yilgarn Craton) је велики кратон на југозападу Аустралије. Најстарије партије датирају од пре 4,4 милијарде година, док је остатак формиран у периоду пре између три и две и по милијарде година. Оивичен је Хејмерсли платоом на северу и Нуларбор равницом на истоку. На југу и западу окружен је Индијским океаном. Основа платоа је од гнајса, гранита и шкриљаца. Уравњен је и има облик плитке удолине, просечне надморске висине 200-300 метара. Највиша тачка је врх Стерлинг на крајњем југу са висином од 1.109 метара. У сланим удубљењима формирала су се бројна језера — Барли, Мур, Рејсајд и др.